# Kościół Matki Boskiej Nieustającej Pomocy w Rostarzewie

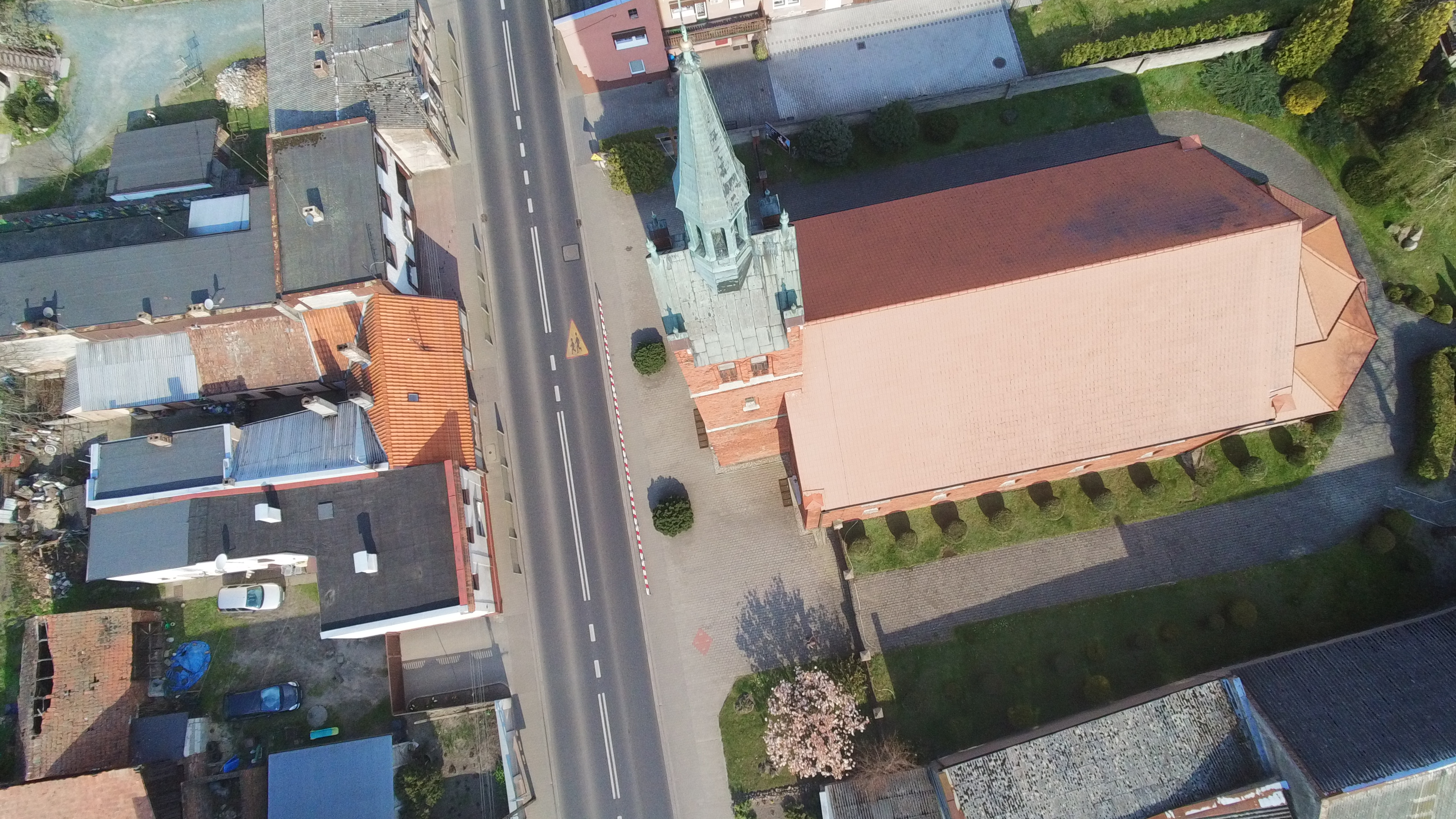

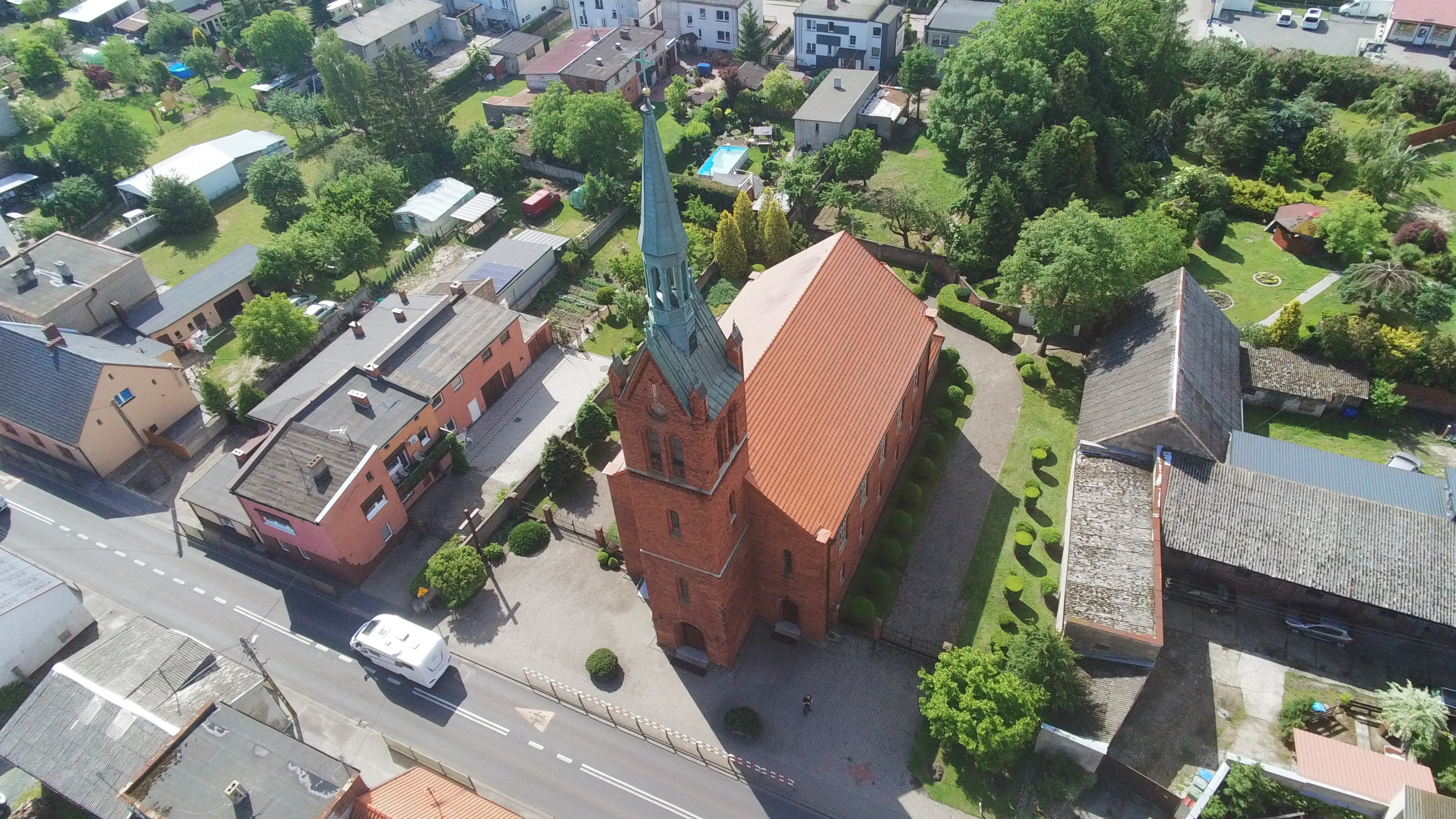
Kościół Matki Boskiej Nieustającej Pomocy z lotu ptaka

Kościół Matki Boskiej Nieustającej Pomocy – rzymskokatolicki kościół filialny należący do parafii św. Józefa w Rostarzewie (dekanat wolsztyński archidiecezji poznańskiej).
Jest to świątynia poewangelicka wybudowana w 1886 roku. Budowla jest murowana i pokryta dachówką. Zachowała się w dobrym stanie.
Kościół reprezentuje styl neoromański. Wzniesiony został z cegły i posiada wysoką, strzelistą wieżę. Od 1945 roku należy do katolików.